# 1165 dans les croisades
Cette page regroupe les évènements concernant les Croisades qui sont survenus en 1165 :
- Nur ad-Din s'empare de la forteresse de Shaqîf-Tîrûn[1].
- Guillaume de Tyr, un croisé de la seconde génération, revient à Jérusalem où il effectue plusieurs missions diplomatiques, après des études en Europe[2].